# Josef August Untersberger
Josef August Untersberger (* 31. Juli 1864 in Gmunden; † 24. Juli 1933 in München; Pseudonyme Giovanni und andere) war ein österreichischer Bildhauer und Maler.

## Leben und Werk

### Gmunden und Wien

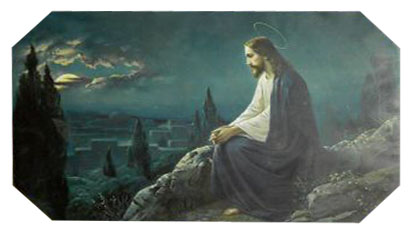
Christus am Ölberg, seit 1917 als Farbdruck und Lithografie im Handel

Josef Untersberger war ein Sohn des gleichnamigen Bildschnitzers und wurde als Bildhauer ausgebildet. Über seine Jugendzeit sind keine Details bekannt. 1883 nahm er an der 2. Gewerbeausstellung in Gmunden teil; zu seinen Arbeiten zählte ein Kruzifix, das von der Königin Marie von Hannover angekauft wurde. Wie das Gmundner Wochenblatt lobend erwähnt, fertigte Untersberger außerdem „im hohen Auftrage“ zwei Porträt-Reliefmedaillons an, die an die kunsthistorischen Sammlungen des Kaiserhauses in Wien abgegeben wurden. Daraufhin erhielt er die goldene Geschenkmedaille à 12 Dukaten. Der Vermittler dieses Auftrags war der Oberstkämmerer Graf Crenneville. Dieser veranlasste außerdem den Kaiser zu einem Stipendium, sodass Untersberger im Herbst 1884 nach Wien zur Akademie der bildenden Künste ging. Dort wurde er wegen Fälschung einer 100-Gulden-Note zu einer dreijährigen Kerkerstrafe verurteilt.
Nach seiner Entlassung begann Josef Untersberger, sich mit der Malerei zu beschäftigen. So tragen die mit 1892 datierten Predellabilder des Marien- und des Josefsaltars der Pfarrkirche von Bad Hall seine Signatur. Es folgten weitere religiöse Darstellungen, darunter Altarbilder und Illustrationen für ein bei Benziger in Einsiedeln erschienenes Magnificat-Blatt.

### München

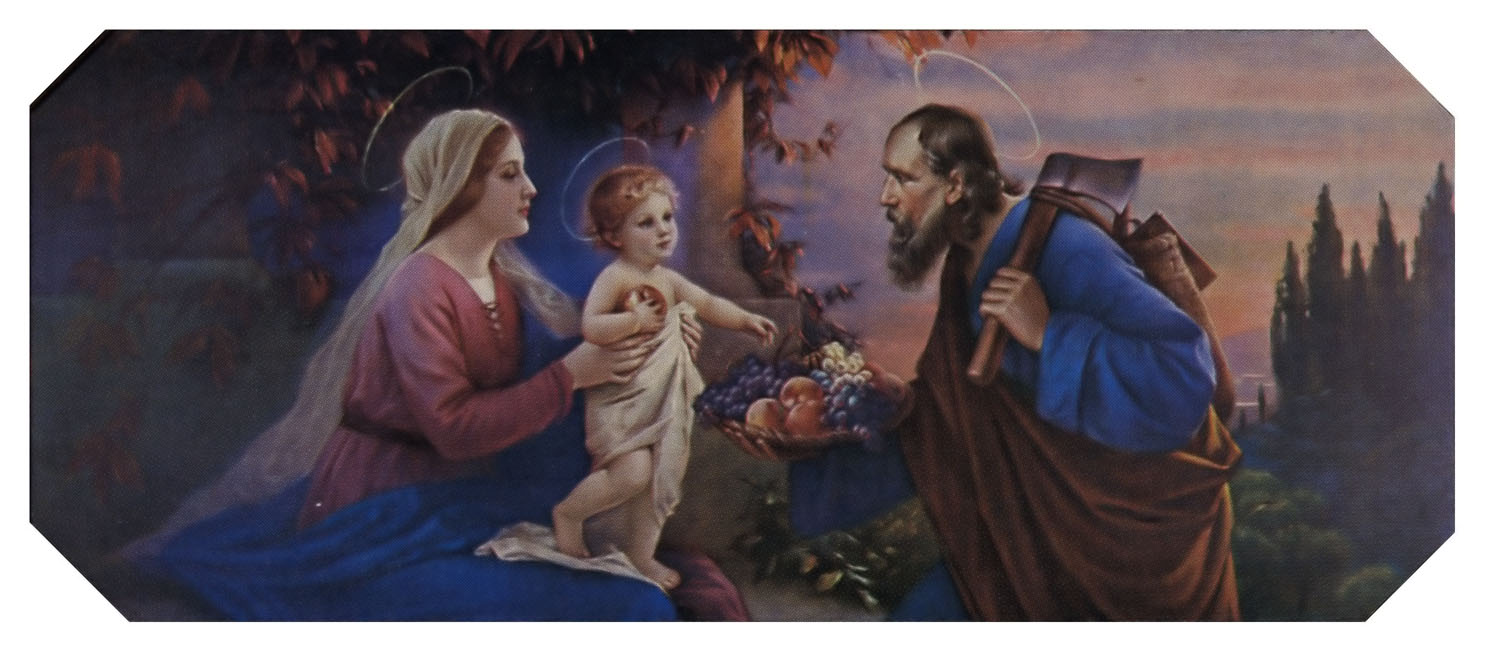
Die heilige Familie, Farbendruck seit 1926

1896 verließ Untersberger Gmunden für immer und ging zunächst für einige Monate nach München, wo er auch seine spätere Frau Cäzilia Wirthl kennenlernte, dann nach Innsbruck. 1904 ließ er sich endgültig in der Schellingstraße 114 in München nieder. Für Max Hirmer, den Fabrikanten von Heiligenbildchen und Kommunionsandenken, war er als freier Kunstmaler tätig. Der Glaspalast lehnte es jedes Jahr ab, seine Gemälde auszustellen. Bis zur Mitte der 1920er Jahre produzierte Untersberger für Hirmer Aquarellentwürfe nach diversen Vorlagen, wandte sich dann aber anderen Firmen zu. Angeregt von Adolf May in Dresden fertigte er den großformatigen „Ölberg-Christus“ unter dem Pseudonym „Giovanni“ an, der auf ein Motiv von Ludwig Thiersch zurückging und von der KAMAG (Kunstanstalten May AG) als technisch hochwertige, von 18 Steinen gedruckte Chromolithografie verkauft wurde. Zahlreiche weitere Wandbilddrucke nach seinen Motiven folgten. Josef Untersberger, der in seinen letzten Jahren unter Verfolgungswahn litt, starb 1933 an Lungenentzündung in München. Er ist in Geisenhausen begraben.

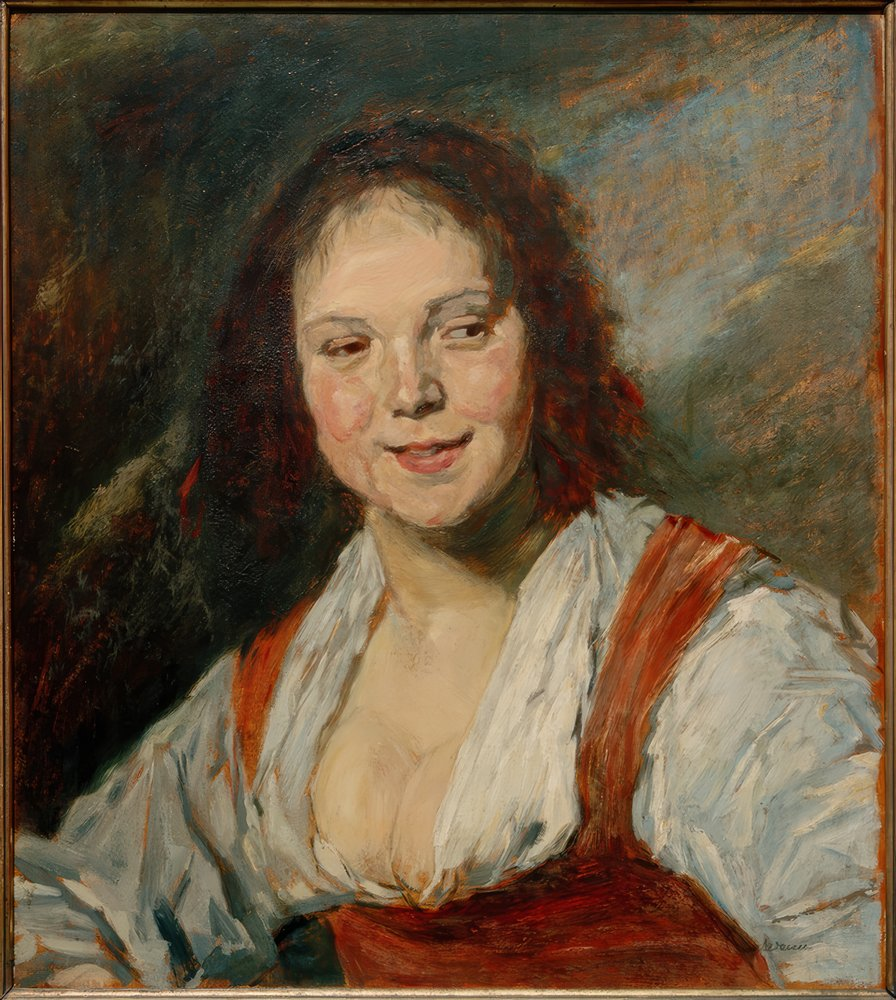
Copy after Frans Hals, signed Giovanni

Einige Lithografien nach Untersberger und anderen für die Kunstverlage tätigen Künstler wurden in der Folge von einem Linzer Maler unter den Pseudonymen „Marsani“, „Paolo“, „Dossi“, „Giovanni“ und „Bernardeo“ aufgegriffen und für Neudrucke variiert. Er fertigte dabei auch detailgetreue Werke nach berühmten niederländischen und flämischen Meistern wie Aelbert Cuyp, Johannes Vermeer, Frans Hals und Rembrandt van Rijn an und signierte sie mit seinem Pseudonym. 